# A Longa Viagem do Ônibus Amarelo
A Longa Viagem do Ônibus Amarelo é um documentário brasileiro de 2023. Dirigido por Júlio Bressane e Rodrigo Lima, o filme é um resgate de toda a obra de Bressane, composta por 58 filmes. O documentário se trata do registro feito por Bressane em sua Super-8 durante uma viagem, com sua esposa e o cineasta Andrea Tonacci, onde saíram de Veneza, na Itália, e seis meses depois chegaram em Katmandu, no Nepal.
Segundo Júlio Bressane, somente 25 minutos sobreviveram das imagens dessa viagem, feita no final da década de 1970. Essas imagens foram acrescentados à narrativa do longa documental, que faz uma reflexão sobre as mudanças no cinema tendo como base a filmografia de Bressane.

## Confecção e preservação
Paralelamente ao processo de pesquisa para a criação do filme, que buscava montar uma linha do tempo relacionando as imagens sobreviventes da viagem e os filmes de Bressane, aconteceu um processo de preservação da obra de Júlio Bressane. Rodrigo Lima, montador de Bressane desde 2006, foi responsável por digitalizar todos os DVDs, VHS, bitolas e suportes que encontrava contendo filmes do diretor. Essa prática, que contou com a ajuda de Hernani Heffner, diretor de conservação da Cinemateca do Museu de Arte Moderna do Rio de Janeiro e um dos principais nomes sobre pesquisa e restauração de cinema brasileiro, resultou em um único HD externo com toda a filmografia do aclamado diretor carioca.